# 북아메리카의 자매 도시 목록
다음은 북아메리카의 자매 도시 목록이다.

## 같이 보기
- 자매 도시 목록

아프리카의 자매 도시 목록
아시아의 자매 도시 목록
유럽의 자매 도시 목록
북아메리카의 자매 도시 목록
오세아니아의 자매 도시 목록
남아메리카의 자매 도시 목록